# District de Siraha
Le district de Siraha (en népalais : सिराहा जिल्ला) est l'un des 77 districts du Népal. Il est rattaché à la province de Madhesh. La population du district s'élevait à 636 359 habitants en 2011.

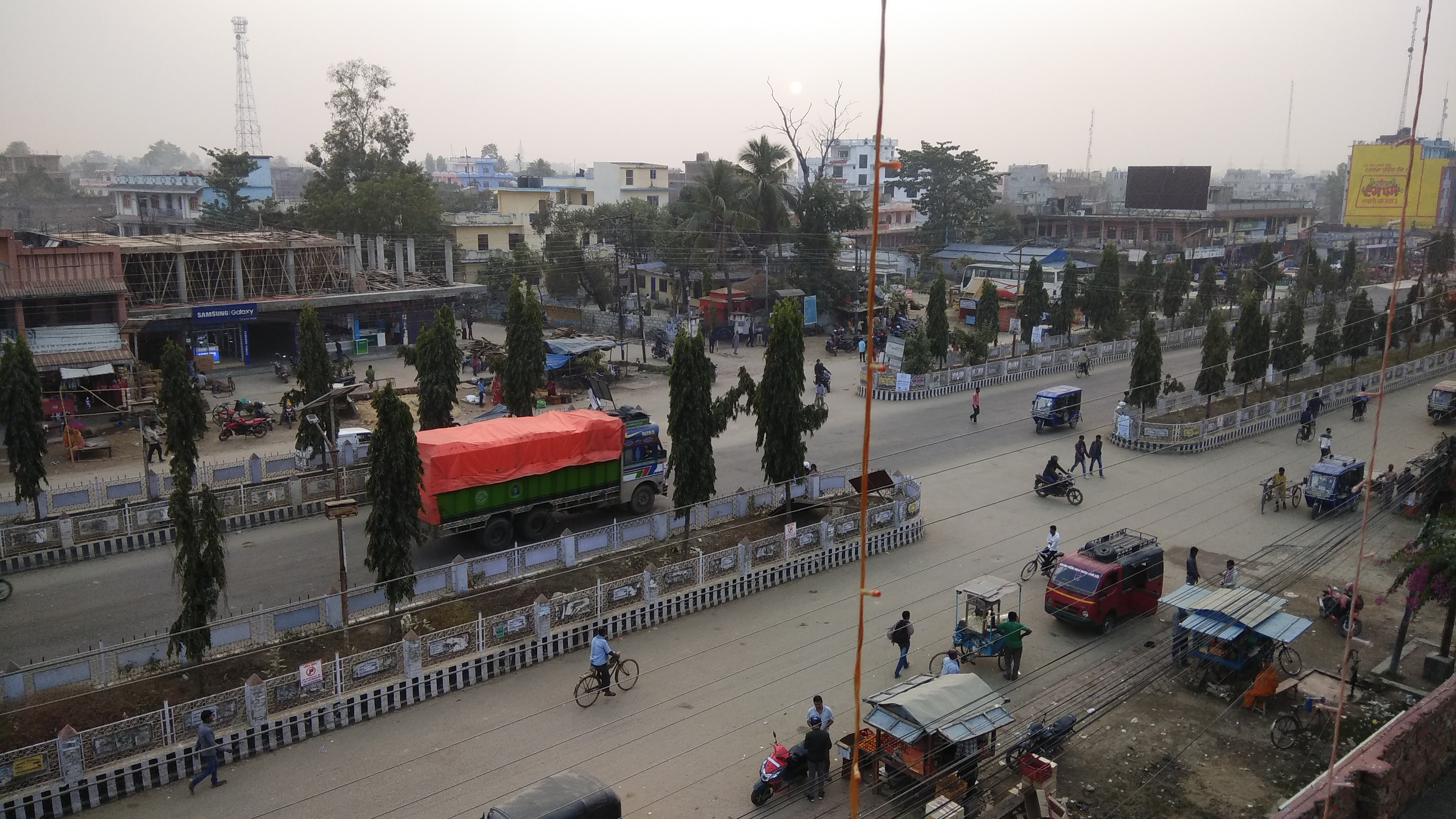
Bazar Lahan dans le district de Siraha

## Histoire
Il faisait partie de la zone de Sagarmatha et de la région de développement Est jusqu'à la réorganisation administrative de 2015 où ces entités ont disparu.

## Subdivisions administratives
Le district de Siraha est subdivisé en 17 unités de niveau inférieur, dont 8 municipalités et 9 gaunpalikas ou municipalités rurales.
| #  | Nom                 | Nom en népalais | Type         | Population (2011) | Superficie (km2) |
| -- | ------------------- | --------------- | ------------ | ----------------- | ---------------- |
| 1  | Lahan               | लहान             | municipalité | 91 766            | 167,17           |
| 2  | Dhangadhimai        | धनगढीमाई          | municipalité | 47 449            | 159,51           |
| 3  | Siraha              | सिरहा             | municipalité | 82 531            | 94,2             |
| 4  | Golbazar            | गोलबजार           | municipalité | 52 137            | 111,94           |
| 5  | Mirchaiya           | मिर्चैयाँ            | municipalité | 50 079            | 91,97            |
| 6  | Kalyanpur           | कल्याणपुर          | municipalité | 49 288            | 76,81            |
| 7  | Karjanha            | कर्जन्हा           | municipalité | 30 965            | 76,84            |
| 8  | Sukhipur            | सुखीपुर            | municipalité | 37 592            | 54,78            |
| 9  | Bhagwanpur          | भगवानपुर          | gaunpalika   | 20 957            | 33,03            |
| 10 | Aurahi              | औरही             | gaunpalika   | 23 046            | 35,87            |
| 11 | Bishnupur           | विष्णुपुर           | gaunpalika   | 18 522            | 26,34            |
| 12 | Bariyarpatti        | बरियारपट्टी         | gaunpalika   | 25 256            | 37,72            |
| 13 | Lakshmipur Patari   | लक्ष्मीपुर पतारी      | gaunpalika   | 26 913            | 42,33            |
| 14 | Naraha              | नरहाी             | gaunpalika   | 19 369            | 29,28            |
| 15 | Sakhuwanankar Katti | सखुवानान्कारकट्टी      | gaunpalika   | 18 558            | 32,84            |
| 16 | Arnama              | अर्नमा            | gaunpalika   | 22 912            | 37,76            |
| 17 | Navarajpur          | नवराजपुर          | gaunpalika   | 19 019            | 32,18            |